# Donnersdorf
Donnersdorf település Németországban, azon belül Bajorországban. Lakosainak száma 1991 fő (2023. december 31.).

## Népesség
A település népessége az elmúlt években az alábbi módon változott:
| Lakosok száma | 1638 | 990  | 1955 | 1975 | 1966 | 1946 | 1944 | 1945 | 2008 | 1991 |
|               | 1970 | 1975 | 2011 | 2012 | 2014 | 2015 | 2017 | 2019 | 2022 | 2023 |